# Mecca (Indiana)
Mecca es un pueblo ubicado en el condado de Parke en el estado estadounidense de Indiana. En el Censo de 2010 tenía una población de 335 habitantes y una densidad poblacional de 329,12 personas por km².

## Geografía
Mecca se encuentra ubicado en las coordenadas 39°43′38″N 87°19′54″O / 39.72722, -87.33167. Según la Oficina del Censo de los Estados Unidos, Mecca tiene una superficie total de 1.02 km², de la cual 1.02 km² corresponden a tierra firme y (0%) 0 km² es agua.

## Demografía
Según el censo de 2010, había 335 personas residiendo en Mecca. La densidad de población era de 329,12 hab./km². De los 335 habitantes, Mecca estaba compuesto por el 97.61% blancos, el 0% eran afroamericanos, el 0% eran amerindios, el 0.3% eran asiáticos, el 0% eran isleños del Pacífico, el 0.9% eran de otras razas y el 1.19% pertenecían a dos o más razas. Del total de la población el 0.9% eran hispanos o latinos de cualquier raza.